# Quasar

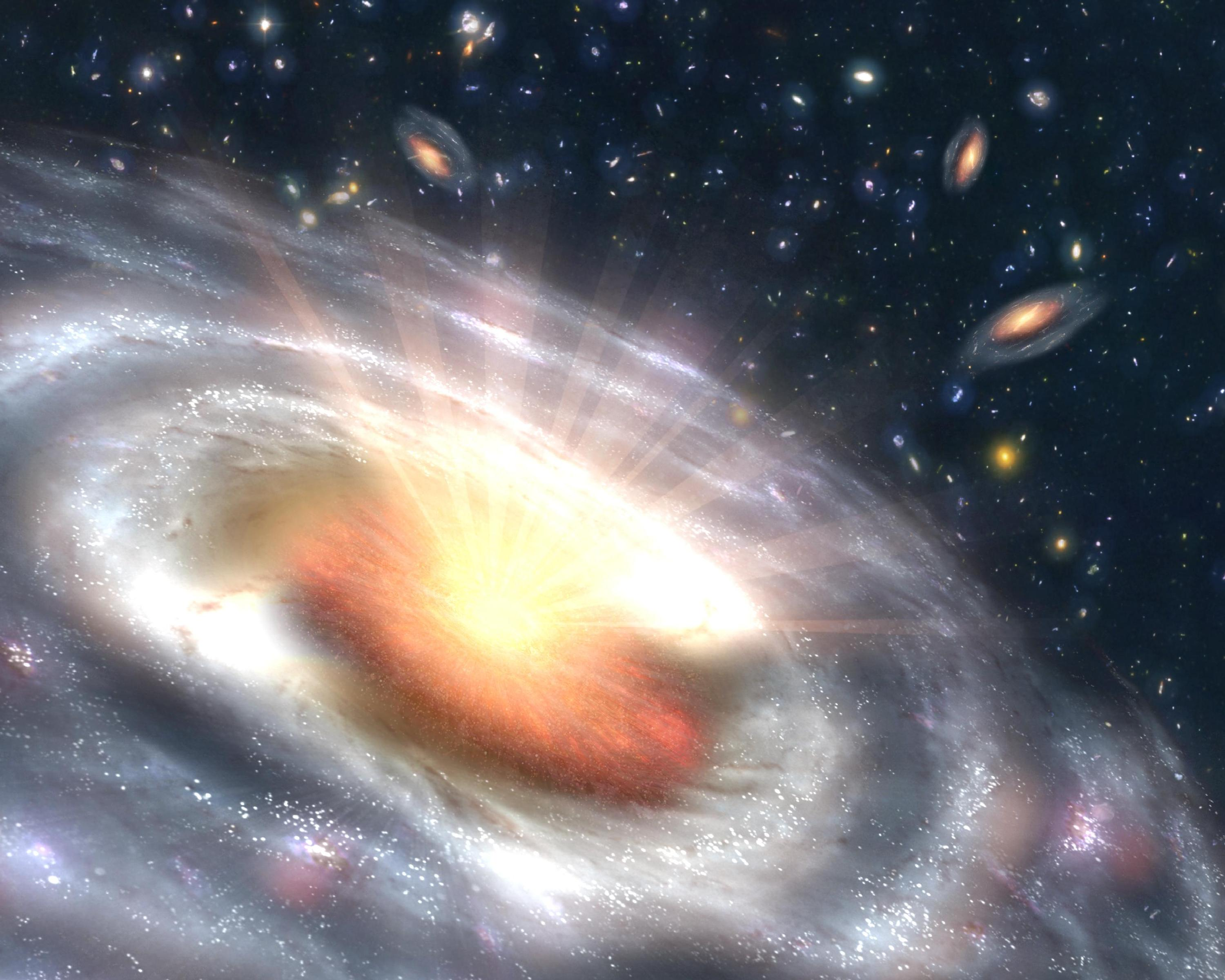
Uma impressão artística de um quasar, em laranja, no centro de uma galáxia.

Um quasar, abreviação de quasi-stellar radio source ("fonte de rádio quase estelar") ou quasi-stellar object ("objeto quase estelar"), é um núcleo galáctico ativo, de tamanho maior que o de uma estrela, porém menor do que o tamanho mínimo para ser considerado uma galáxia.
É formado por um buraco negro supermassivo, com massa variando de milhões até bilhões de massas solares, cercado por um disco de acreção. O gás presente no disco é acelerado (e eventualmente engolido) pela interação gravitacional com o buraco negro, atingindo altíssimas velocidades e temperaturas. Isso faz com que uma quantidade monstruosa de energia seja liberada na forma de ondas eletromagnéticas, como ondas de rádio e luz visível. Na verdade, os quasares são os maiores emissores de energia do Universo. Um único quasar pode atingir luminosidades milhares de vezes maior que a de uma galáxia como a Via Láctea.
Os primeiros quasares foram identificados na década de 1950 como fontes de ondas de rádio de origem desconhecida. E, quando as primeiras imagens no espectro visível foram feitas, eles se mostraram apenas pontos fracos de luz, como uma estrela. Por isso o nome quasar - (do inglês: quasi-stellar radio source, ou fonte rádio quase-estelar). Além disso, a luz emitida por quasares possuem altos desvios para o vermelho (em inglês: redshift). A origem desse redshift é cosmológica, indicando que muitos quasares estão à distâncias incrivelmente grandes de nós.
Levantamentos astronômicos mostraram que quasares eram mais comuns no passado distante do nosso universo, e que a época onde houve um pico de quasares terá sido há cerca de 10.000 milhões de anos. O quasar mais distante de nós conhecido até momento (dezembro de 2017) é o ULAS J1342+0928, com um redshift igual a 7,54. A luz emitida por esse quasar foi emitida quando o universo tinha apenas 690 milhões de anos. O buraco negro presente neste quasar possui uma massa estimada de 800 milhões de massas solares. Recentemente, julho de 2020, um outro quasar quase tão distante foi descoberto, na época em que o universo tinha apenas 700 milhões de anos e sua massa estimada é de 1500 milhões de vezes a massa do Sol.

## Visão geral

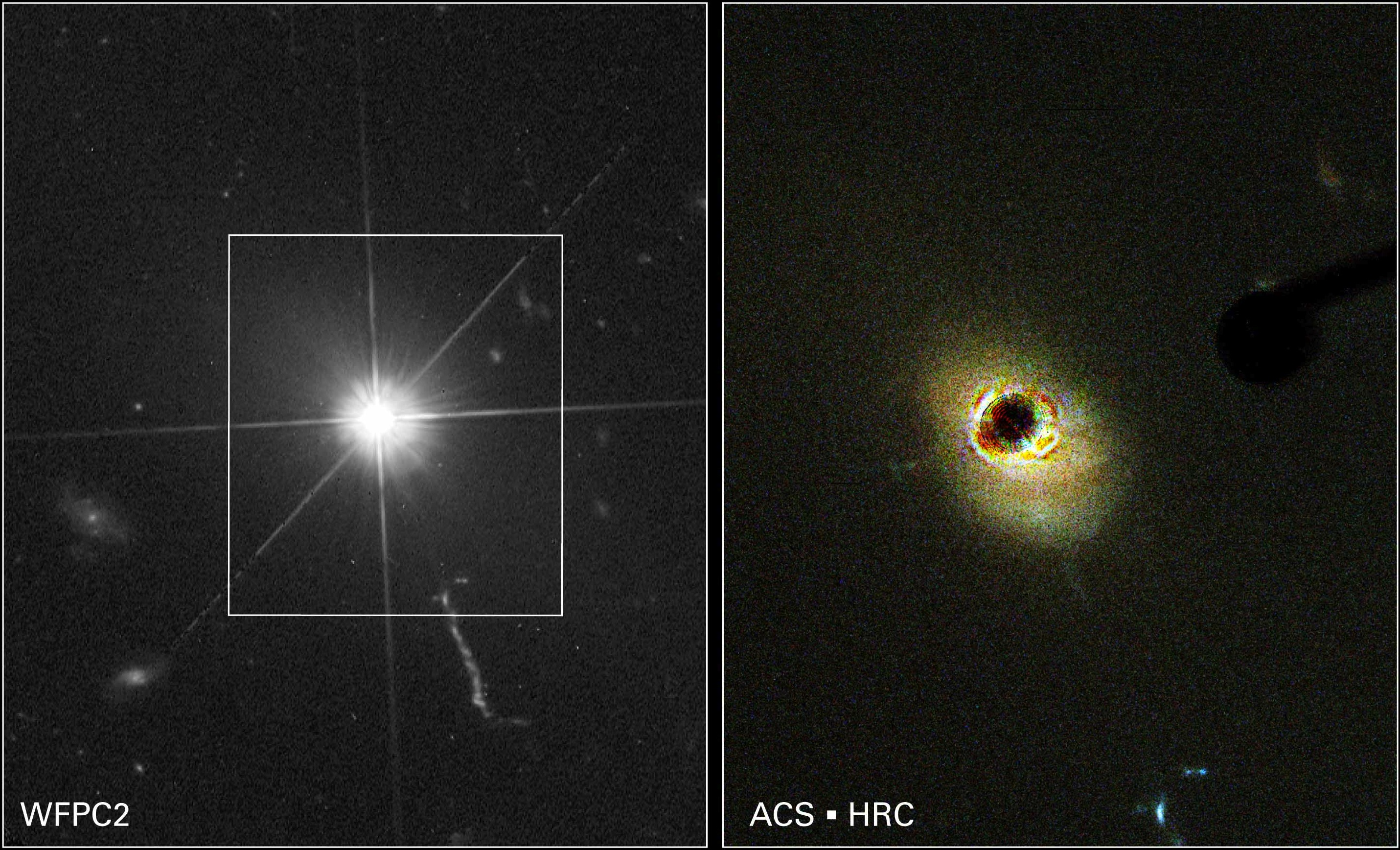
Uma imagem do Hubble mostrando o núcleo de um quasar

Quasares apresentam um redshift muito alto, que é um efeito da expansão do espaço entre o quasar e a Terra. Eles estão entre os objetos mais luminosos, poderosos e energéticos no Universo. Eles tendem a existir no centro de galáxias jovens e ativas, e podem emitir até milhares de vezes a energia emitida pela Via Láctea. Quando combinado com a Lei de Hubble, a implicação do redshift é a de que os quasares estão muito longe e, portanto, objetos que fazem parte de uma etapa muito anterior na história do Universo. Os quasares mais luminosos brilham a uma taxa que pode exceder o brilho de uma galáxia média, equivalente a dois trilhões (2×1012) de sóis. Esta radiação é emitida de forma praticamente homogênea pelo espectro eletromagnético, dos raios-X ao infravermelho, com um pico nas bandas de ultravioleta e óptica, sendo que alguns quasares são também fontes poderosas de emissão de rádio e raios-gama.
Nas imagens ópticas primitivas, os quasares pareciam com pontos de luz (ou seja, fonte puntiformes), indistinguíveis de estrelas, exceto pelo espectro peculiar. Com telescópios infravermelhos e o Hubble Space Telescope, a "galáxia hospedeira" em torno dos quasares foi identificada em alguns casos. Estas galáxias são normalmente muito tênues para serem vistas contra o brilho do quasar, exceto com algumas técnicas especiais. A maioria dos quasares não podem ser vistos com telescópios pequenos, mas o quasar 3C 273, com uma magnitude aparente média de 12,9, é uma exceção. À distância de 2,44 bilhões de anos-luz, é um dos objetos mais distantes diretamente observáveis com um equipamento amador.
Alguns quasares apresentam mudanças na luminosidade que são rápidas na faixa óptica e até mesmo mais rápidas nos raios-X. Como estas mudanças acontecem muito rapidamente, elas definem um limite superior no volume do quasar; os quasares não são muito maiores que o Sistema Solar. Isto implica uma densidade de energia muito alta. O mecanismo por trás das mudanças de brilho provavelmente envolve radiação relativística de jatos apontados diretamente em nossa direção. O quasar com o redshift mais alto conhecido, em junho de 2011, era o ULAS J1120+0641, com um valor de de 7,085, que corresponde a uma distância de aproximadamente 12.9 bilhões de anos-luz. O quasar ULAS J1342+0928 superou-o e é, desde 6 de dezembro de 2017, o mais distante quasar conhecido, com um redshift de 7,54, que corresponde a uma distância de 13,1 bilhões de anos-luz.
Acredita-se que a energia dos quasares resulte da acreção de material em buracos negros supermassivos no núcleo de galáxias distantes, tornando-os uma versão luminosa de uma classe mais geral de objetos conhecidos como galáxias ativas. Como a luz não pode escapar do buraco negro supermassivo no centro dos quasares, a energia que escapa está sendo gerada do lado de fora do horizonte de eventos pelo estresse gravitacional e intensa fricção no material que está caindo. Enormes massas centrais (106 a 109 massas Solares) foram medidas em quasares usando mapeamento de reverberação. Várias dezenas de galáxias próximas, que não apresentam sinais de um núcleo quasar, apresentam sinais de um buraco negro central semelhante em seus núcleos, por isto acredita-se que todas as galáxias maiores contém um, mas somente uma pequena fração emite radiação poderosa e são vistas como quasares. A matéria que está acrescendo ao buraco negro não cai diretamente, mas tem algum momento angular, em sua maioria, que fará com que se concentre em um disco de acreção. Os quasares também podem ser disparados ou re-disparados em galáxias normais quando elas fundem com uma nova fonte de matéria. Há uma teoria de que um quasar possa ser formado quando a galáxia de Andrômeda colidir com nossa Via Láctea, em aproximadamente 3 a 5 bilhões de anos.

## Propriedades

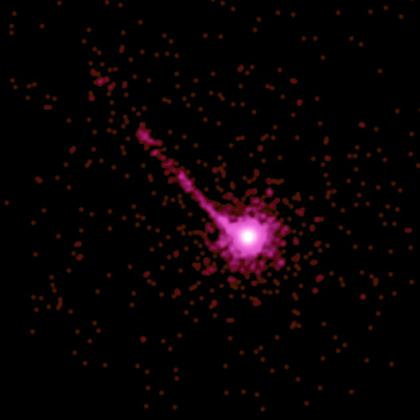
Imagem em raio X feita pelo Chandra do quasar PKS 1127-145, uma fonte luminosa de raios-X e luz visível a cerca de 10 bilhões de anos-luz da Terra. Um enorme jato de raio-X estende-se a pelo menos um milhão de anos-luz do quasar. A imagem tem 60 arcossegundos de lado. RA 11h 30m 7.10s Dec -14° 49' 27" em Crater. Data da observação: 28 de maio de 2000. Instrumento: ACIS.

Mais de 200 mil quasares são conhecidos, a maioria do Sloan Digital Sky Survey. Todos os espectros observados tem redshift entre 0,056 e 7,065. Aplicando a Lei de Hubble a estes redshifts, chega-se ao resultado que eles estão entre 600 milhões e 12.9 bilhões de anos-luz de distância. Devido às grandes distâncias dos quasares mais distantes e a velocidade da luz finita, vemos os quasares e o espaço em torno deles como eles existiam no Universo primitivo.
A maioria dos quasares estão a distâncias superiores a 3000 milhões de anos. Apesar de parecerem apagados quando vistos da Terra, o fato de serem visíveis da distância em que se encontram deve-se ao fato de serem os objetos mais luminosos no Universo conhecido. O quasar que parece ser mais brilhante no céu é 3C 273, na constelação de Virgem. Ele tem uma magnitude aparente de 12,8 (brilhante o suficiente para ser visível através de um telescópio médio, mas tem uma magnitude absoluta de -26,7. De uma distância de 33 anos-luz, este objeto brilharia no céu tanto quanto nosso Sol. A luminosidade deste quasar é, portanto, cerca de 2 bilhões (2×1012) vezes mais brilhante que nosso Sol, ou cerca de 100 vezes o total da luminosidade de uma galáxia gigante média como a nossa Via Láctea. Entretanto, este valor assume que o quasar esteja emitindo energia em todas as direções. Um núcleo galáctico ativo pode ser associado com um jato poderoso de matéria e energia, não precisa estar irradiando em todas as direções. Em um Universo contendo centenas de bilhões de galáxias, a maior parte delas já teve um núcleo ativo há milhares de milhões de anos, e devem ser vistas localizadas a bilhões de anos-luz de distância, é estatisticamente certo que milhares de jatos de energia estão apontados para nós, alguns mais diretamente que outros. Em muitos casos pode ser que quanto mais brilhante o quasar, mais diretamente seu jato está apontado na nossa direção.
O quasar hiperluminoso APM 08279+5255 recebeu, quando foi descoberto em 1998, uma magnitude absoluta de -32,2, apesar da imagem de alta resolução do Hubble Space Telescope e do Telescópio Keck de 10 m revelarem que o sistema sofreu os efeitos de uma lente gravitacional. Um estudo da lente gravitacional neste sistema sugere que ele foi ampliado por um fator próximo a 10. Ele ainda é muito mais luminoso que os quasares próximos, como 3C 273.

## História

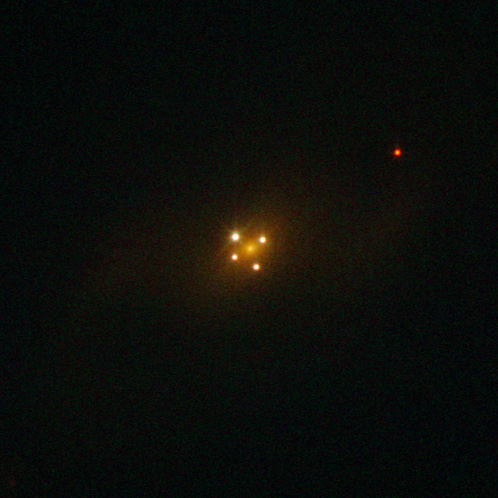
A imagem mostra uma miragem cósmica famosa, conhecida como Cruz de Einstein, e é uma confirmação visual direta da teoria geral da relatividade.

Os primeiros quasares foram descobertos na década de 1950, sendo registrados como fontes de emissão de rádio, a maioria sem um objeto visível correspondente. Usando pequenos telescópios em conjunto com o telescópio Lovell como um interferômetro, foi demonstrado que os quasares tinham um tamanho angular muito pequeno. Centenas de objetos semelhantes foram registrados em 1960 e publicados no Third Cambridge Catalogue à medida que os astrônomos examinavam o céu em busca de uma contraparte visual à fonte de rádio. Em 1960, a fonte de rádio 3C 48 foi finalmente associada a um objeto óptico. Os astrônomos detectaram o que parecia uma estrela azul muito fraca na posição da fonte de rádio e obtiveram seu espectro. Contendo muitas linhas de emissão desconhecidas, o espectro anômalo desafiava qualquer interpretação - uma alegação feita por John Bolton de um objeto com redshift enorme não foi aceita.
Em 1962 uma importante descoberta foi feita. Outra fonte de rádio 3C 273, seria objeto de cinco ocultações pela Lua. Medidas feitas por Cyril Hazard e John Bolton durante uma das ocultações usando o Rádio Telescópio Parkes permitiu a Maarten Schmidt identificar opticamente o objeto e obter um espectro óptico usando o Telescópio Hale, de 200 polegadas, em Monte Palomar. Este espectro revelou as mesmas linhas de emissão estranhas. Schmidt percebeu que elas eram na verdade as linhas espectrais do hidrogênio com um redshift de 15,8%. Esta descoberta mostrou que 3C 273 estava se afastando a uma velocidade de 47 mil km/s. Esta descoberta revolucionou a observação de quasares e permitiu que outros astrônomos encontrassem os redshifts das linhas de emissão de outras fontes de rádio. Conforme predito por Bolton, 3C 48 tinha um redshift de 37% da velocidade da luz.
A palavra quasar foi criada pelo astrofísico norte-americano Hong-Yee Chiu em 1964, na revista Physics Today, para descrever estes objetos misteriosos:
Mais tarde foi descoberto que nem todos (na verdade apenas cerca de 10%) os quasares possuíam fortes emissões de rádio. Desde então o nome 'QSO' (Quasi-Stellar Object, "Objeto Quase Estelar") é usado (além de "quasar") para se referir a estes objetos, incluindo as classes radio-loud e radio-quiet.
Um dos tópicos de grande debate durante os anos 1960 era se os quasares eram objetos próximos ou objetos distantes, por causa de seu redshift. Foi sugerido, por exemplo, que o redshift dos quasares não era devido à expansão do espaço, mas devido à luz escapando de um poço gravitacional profundo. Entretanto, uma estrela com massa suficiente para formar um poço destes seria instável e estaria além do limite de Hayashi. Os quasares também apresentavam as linhas de emissão 'proibidas' que antes foram só vistas em nebulosas gasosas quentes de baixa densidade, que eram muito difusas para poder gerar ao mesmo tempo a energia observada e gerar um poço gravitacional profundo. Haviam também sérias preocupações acerca da ideia de quasares cosmologicamente distantes. Um argumento forte contra eles era que eles implicavam energias que excediam em muito os processos de conversão de energia, incluindo a fusão nuclear. Na época, houve algumas sugestões de que os quasares eram feitos de uma forma até então desconhecida de antimatéria estável e que isto poderia explicar seu brilho. Outras especulações eram que os quasares eram um buraco branco no fim de um buraco de minhoca. Entretanto, quando os mecanismos de produção de energia de um disco de acreção foram modelados com sucesso nos anos 1970, o argumento que os quasares eram muito luminosos perdeu a força, e hoje a distância cosmológica dos quasares é aceita por quase todos os pesquisadores.
Em 1979 o efeito da lente gravitacional previsto pela Teoria Geral da Relatividade de Einstein foi confirmada pela primeira vez com as imagens do quasar duplo 0957+561.
Nos anos 1980, modelos unificados foram desenvolvidos nos quais os quasares eram classificados como um tipo particular de galáxia ativa, e um consenso emergiu, de que em muitos casos é apenas o ângulo de vista que distingue eles de outras classes, como os blazares e radiogaláxias. A enorme luminosidade dos quasares resulta dos discos de acreção de buracos negros centrais supermassivos, que podem converter cerca de 10% da massa de um objeto em energia, em comparação com 0,7% para o processo da cadeia próton-próton da fusão nuclear, que determina a produção de energia em estrelas semelhantes ao Sol.
Este mecanismo também explica por que os quasares são mais comuns no Universo primitivo, a produção de energia termina quando o buraco negro supermassivo consome todo o gás e poeira próximos. Isto significa que é possível que a maioria das galáxias, incluindo nossa própria Via Láctea, tenham passado por uma fase ativa (aparecendo como um quasar ou outra classe de galáxia ativa dependendo da massa e taxa de acreção do buraco negro) e agora são quiescentes por que falta matéria para alimentar o buraco negro central para gerar radiação.